# دي مافق (السدة)

تعديل مصدري - تعديل

دي مافق محلة تابعة لقرية نملة، التابعة لعزلة وادي الحبالي بمديرية السدة إحدى مديريات محافظة إب في الجمهورية اليمنية.، بلغ تعداد سكانها 76 حسب تعداد اليمن لعام 2004.